# بلاكيوم
بلاكيوم (بالإنجليزية: Blaakyum)‏ هي فرقة ميتال لبنانية من بيروت، تأسست عام 1995 على يد باسم دعيبس. تجمع الفرقة بين أساليب الثراش، الهيفي، والجروف ميتال مع الموسيقى الفولكلورية الشرق أوسطية والشامية. لتحقيق ذلك، من بين الأمور التي قامت الفرقة بها هي دمج الدربوكة في موسيقاها. أصدرت الفرقة ألبومها الأول "Lord of the Night" في الجمعة 13 يناير 2012، وفي 25 يونيو 2016 أصدرت ألبومها الثاني "Line of Fear". بدأت آخر جولة للفرقة في مهرجان توسكا، واستمرت مع جولة "Thrash Mercenaries" لعام 2016 بقيادة فرقة أونسلوغت البريطانية.

## التاريخ
البداية (1995–1997)
تأسست بلاكيوم في صيف عام 1995، بعد خمس سنوات من انتهاء الحرب الأهلية اللبنانية، بالاعضاء الأصليين: باسم دعيبس (غناء/جيتار)، مارون عازار (جيتار/هارمونيكا)، جان سعد (طبول)، جاد نهرا (جيتار رئيسي). بدأت الفرقة بالعزف دون عازف البيس، مؤدية أغاني بوب/روك وأغاني روحية أمام الكنائس. فيما بعد، غادر مارون عازار الفرقة للتركيز على دراسة الطب، وانضم جاد عبد الله كعازف بيس، لكنه لم يستمر وقرر المساعدة في إدارة الفرقة.
تحولت بلاكيوم إلى أسلوب الغرانج-بانك وأدت أول عرض لها في كلية العلوم الإنسانية بالجامعة اللبنانية - الفنار دون عازف البيس في معظم الأغاني، باستثناء بعضها التي أداها عازف البيس لفرقة Generation X اللبنانية. خلال عام 1996، اختبرت الفرقة عدة عازفي بيس، واختير في النهاية شقيق باسم، سامر دعيبس، لتولي المنصب. ثم تحولت الفرقة إلى الثراش ميتال، مؤدية بشكل رئيسي أغاني فرقة ميتاليكا. مع هذا التغيير، بدأت بلاكيوم بالعزف في العديد من الحفلات والحانات، بما في ذلك "Rock Concert 1 و2" في قاعة بيروت. في ذلك الوقت، أدت الفرقة أغاني دوم/بلاك وثراش ميتال، وبحلول عام 1997، كانت قائمة أغانيها تتألف بالكامل من أعمال أصلية. بعد خلافات موسيقية والتزامات شخصية، غادر جاد نهرا وسامر دعيبس الفرقة. انضم مانو كعازف بيس، وبدأت الفرقة بالبحث عن عازف جيتار رئيسي. بعد تجربة عدة عازفين، وجدوا شانت باجاك، لكنه غادر أيضًا الفرقة. عاد نهرا للانضمام، لكن الأمور لم تسر بشكل جيد، وأصر على أن يركز باسم على الجيتار الإيقاعي بدلاً من الغناء، وفي نفس الوقت بدأ فرقة أخرى مع مانو وسعد باسم "Society".
التقى دعيبس بفيك باجاك (شقيق شانت الأكبر) في مركز تدريب حيث كانت "Society" تتدرب، وقررا إعادة تشكيل بلاكيوم.
1998–2001
بحلول عام 1998، غيرت الفرقة أسلوبها إلى مزيج من الثراش، الهيفي، والجروف ميتال مع لمسات من الموسيقى الفولكلورية الشرق أوسطية والشامية، إشارةً إلى أصول الفرقة وتأثيراتها، كونها من بلد يجمع بين الحضارات الشرقية والغربية على الساحل الجنوبي الشرقي للبحر الأبيض المتوسط، مع أعضاء مستوحين من ميتاليكا، تيستامنت، أوفركيل، أنيهيلاتور، أونسلوغت، سلاير، وآيرون ميدن، بالإضافة إلى أيقونات الموسيقى الشرقية مثل فيروز، صباح، ومارسيل خليفة.
بعد فوزها في مسابقة الفرق اللبنانية عام 1997، أصدرت بلاكيوم أول أغنية منفردة لها "Am I Black" في عام 1998، في ذروة حملة ضد الميتال من قبل السلطات الدينية والسياسية اللبنانية، التي اعتبرت أي شخص مرتبط بهذا المشهد تهديدًا وطنيًا، وخلالها اعتُقل وسُجن مؤسس الفرقة والمغني الرئيسي، باسم دعيبس، لمجرد كونه موسيقيًا ومعجبًا بالهيفي ميتال. بسبب الظروف الاقتصادية الصعبة في لبنان ومزيج من المشاكل الشخصية والصحية التي أصابت أعضاء الفرقة، اضطرت بلاكيوم إلى الانفصال في عام 2001، لكن دعيبس واصل الأداء مع فرق أخرى.
2007–حتى الآن
بحلول نهاية عام 2007، عادت بلاكيوم بأعضاء جدد اختارهم دعيبس من الجيل الجديد: جيو ناجرجيان (طبول)، راني باتيك (بيس). في وقت لاحق من هذا العام، فازوا بالمسابقة الوطنية اللبنانية في "المعركة العالمية للفرق" (GBOB)، ممثلين لبنان في لندن. من بين 3,000 فرقة شاركت في GBOB و35 فرقة وصلت إلى النهائيات، حصلت بلاكيوم على المركز السابع. في العام التالي، دخلت بلاكيوم الاستوديو لتسجيل ألبومها الأول، وهي عملية استغرقت أكثر من أربع سنوات لتكتمل. أصدرت الفرقة "Lord Of The Night" في الجمعة 13 يناير 2012، والذي لاقى استحسان النقاد. في عام 2012، حدثت موجة جديدة من معاداة موسيقى الميتال، واعتُقال باسم دعيبس للمرة الثانية.
انطلقت بلاكيوم في جولة "Night Lords" التي شملت لبنان ومصر في مهرجان ميتال بلاست. تضمنت الجولة عروضًا في مهمة رؤوس الميتال 2012 في أوكرانيا، ومهرجان MetalCamp 2012 في سلوفينيا، بالإضافة إلى حفلات في سلوفاكيا (براتيسلافا - نادي راندال) وبولندا (وارسو - نادي بروغريجيا). لاحقًا، قدمت بلاكيوم عرضًا على المسرح الرئيسي في مهرجان ميتالدايز 2013 (المعروف سابقًا باسم MetalCamp) وبدأت العمل على ألبومها الثاني.
في عام 2015، فازت بلاكيوم بمسابقة معركة الميتال في الشرق الأوسط في مهرجان فاكن أوبن إير، وحققت المركز الثالث في النهائيات العالمية لمسابقة معركة الميتال في نفس المهرجان في ألمانيا. في 4 أبريل 2017، أعلنت بلاكيوم عن الفيديو الرسمي لأغنية "الحرية المرفوضة" على موقع ميتال هامر. تتناول الأغنية الأحداث السياسية المعروفة بالربيع العربي.

## أعضاء
تتألف الفرقة حاليًا من الأعضاء التاليين:
- باسم دعيبس – غناء وجيتار إيقاعي (1995–حتى الآن)
- بيير لو بورت – جيتار بيس (2016–حتى الآن)
- ربيع دعيبس – جيتار رئيسي (2012–حتى الآن)
- حسن خضر – طقم طبول (درامز) (2016–حتى الآن)

بالإضافة إلى الموسيقيين المساعدين:
- إيلي أبو عبده – دربوكة وإيقاعات فلكلورية عربية (2015–حتى الآن)

ومن بين الأعضاء السابقين:
- سامر دعيبس – جيتار بيس
- شانت باجاك – جيتار رئيسي
- فيك باجاك – جيتار بيس
- جان-بيير مطر – جيتار رئيسي
- جان سعد – درامز
- إلياس نجيم – جيتار رئيسي
- ديفيد إلياس – درامز
- جاد فيتروني – درامز
- غسان صقر – درامز
- جاد نهرا – جيتار رئيسي
- ويل مالوك – جيتار رئيسي
- راني باتيك – جيتار بيس

## ألبومات
- Lord of the Night (2012)
- Line of Fear (2016)

## جوائز وتقديرات
- المركز الأول في مسابقة الفرق اللبنانية لعام 1997.
- بطل لبنان في مسابقة "المعركة العالمية للفرق" (GBOB) لعام 2007.[6]
- الفائز بالمركز الأول في مسابقة "معركة الميتال" لمنطقة الشرق الأوسط في مهرجان "فاكن أوبن إير" (W:O:A) لعام 2015.[12]
- المركز الثالث في النهائيات العالمية لمسابقة "معركة الميتال" في مهرجان "فاكن أوبن إير" بألمانيا لعام 2015.[10]